# Аркевольти, Шмуэль
Шмуэль Аркевольти, или, согласно ЕЭБЕ, — Самуил бен-Элханан Исаак Архевольти ; также Архивольти, Аркиволти, — итальянский грамматик, автор еврейской грамматики (1602), и поэт XVI века (умер в 1609 г.), чьи многие пиюты включены в итальянскую иудейскую литургию, и где выделяется его «Песнь на обрезание».
Изучал библейскую криптографию. Увлекавшись красотой поэтических выражений древнееврейского языка, не соглашался с Иехудой Галеви (XII век), который не считал возможным излагать библейские сюжеты в поэтической форме.

## Издания
Аркевольти был весьма сведущ в Талмуде и, ещё будучи юношей, переиздал «Арух» (талмудический словарь) Натана бен-Иехиеля под названием «Sefer ha-Aruch» (Венеция, 1553, a не 1551; на заглавном листе этого издания по ошибке значится תי״ג, вместо שי״ג). По словам автора, ему пришлось прервать свою работу в середине вследствие гонений, которым подверглись итальянские евреи; он даже вынужден был искать убежище в другой, более гостеприимной стране. Впоследствии он снова взялся за работу и довел её до конца, снабдив книгу р. Натана указаниями на источники для каждого слова Талмуда. Указания страдают некоторой неточностью и неполнотой, так как Аркевольти по преимуществу грамматик, a не талмудист.
Также написал книгу под заглавием «Degel Ahabah» («Знамя любви»), сочинение по этике с комментарием; оно было напечатано в Венеции (1551).
Самыми замечательными его трудами являются еврейская грамматика и метрические письма:
- «Arugath ha-Bosem», еврейская грамматика (Венеция, 1602; новое издание Амстердам, 1730) — вполне исчерпывающая и оригинально излагающая предмет.

25 глав из 32, на которые разделена книга, посвящены изложению основных правил языка;
26-я и 27-я главы говорят о слогоударении;
28-я и 29-я — о высшем стиле,
31-я и 32-я — о новоеврейском стихосложении с оригинальными образцами стиля и размера;
30-я глава трактует о стенографии и библейской тайнописи.
Последняя, 32-я глава так понравилась И. Буксторфу Младшему, что он перевёл ее на латинский язык и поместил в виде приложения к своему переводу «Кузари» (1660).
Заслуживает внимания его замечание, что ассирийский шрифт (כתנ אשורית), которым был заменён древнееврейский (כתנ ענרית), именуется в Библии כתנ הנשתו, то есть «изменённый шрифт».
Интересно его замечание о взаимном отношении первых 10 чисел, которые, по мнению Аркевольти, являются либо множителями для составления новых чисел, либо произведениями других. Исключение составляет только 7, которое представляет абсолютно нераздельное единство и служит, таким образом, символом Божества и, следовательно, священным числом («Arugat ha-Bosem», гл. 9).
- «Majan Gannim», 50 метрических писем, предназначенных служить образцом для изучающих эту форму литературы (Венеция, 1553)[3].